# 스벤 마르티네크
스벤 마르티네크(독일어: Sven Martinek, 1964년 2월 18일~)는 독일의 배우이다.

## 출연 작품

### 영화
- 티타늄 화이트 (2016년)
- 아그네스와 그의 형제들 (2006년)
- 더 크라운 (2005년)
- 펑키 멍키 (2004년)
- 씨프 (1999년)
- 클라운 (1998년)
- 미션 코브라 (1996년)
- 잠입자(영어판) (1995년) - 안톤 역